# 阿尔法·罗密欧博物馆
阿尔法·罗密欧博物馆—时光机器（Museo Alfa Romeo- La macchina del tempo）原名阿尔法·罗密欧历史博物馆（Museo Storico Alfa Romeo)是阿尔法·罗密欧的官方博物馆，位于意大利米兰广域市的阿雷塞。

## 历史
博物馆成立于1976年12月18日，设于阿尔法·罗密欧阿雷塞工厂。阿雷斯工厂的汽车生产于2002年结束，发动机生产于2006年结束。
2009年初，该博物馆因翻修而首次关闭，并于年底开放，以庆祝2010年阿尔法·罗密欧诞辰100周年。2011年2月，它再次关闭，据报道是为了重新装修。
改造项目于2013年底完成，修复工作于2014年夏天才开始。四年后，该博物馆于2015年6月24日正式重新开放。

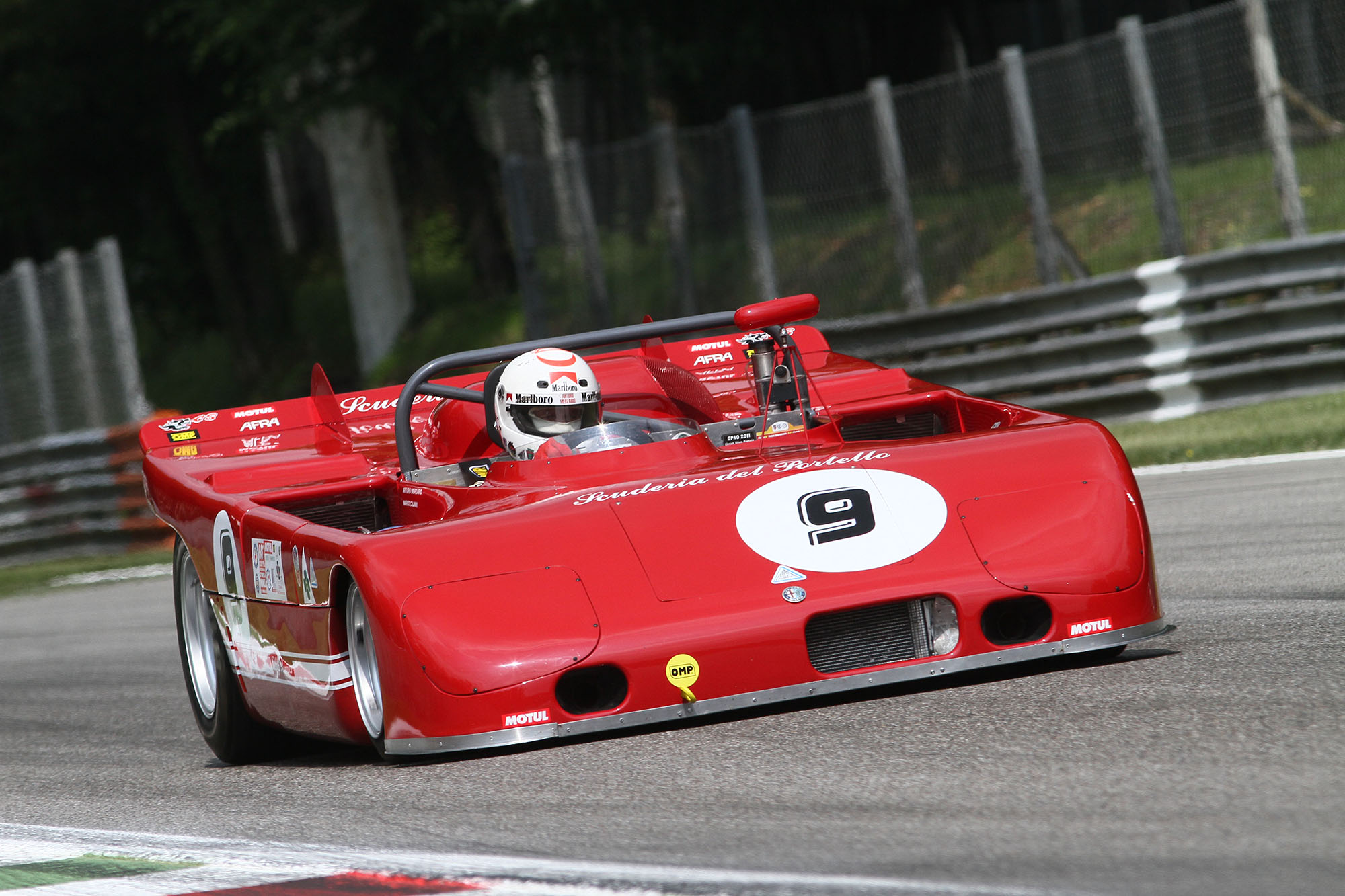

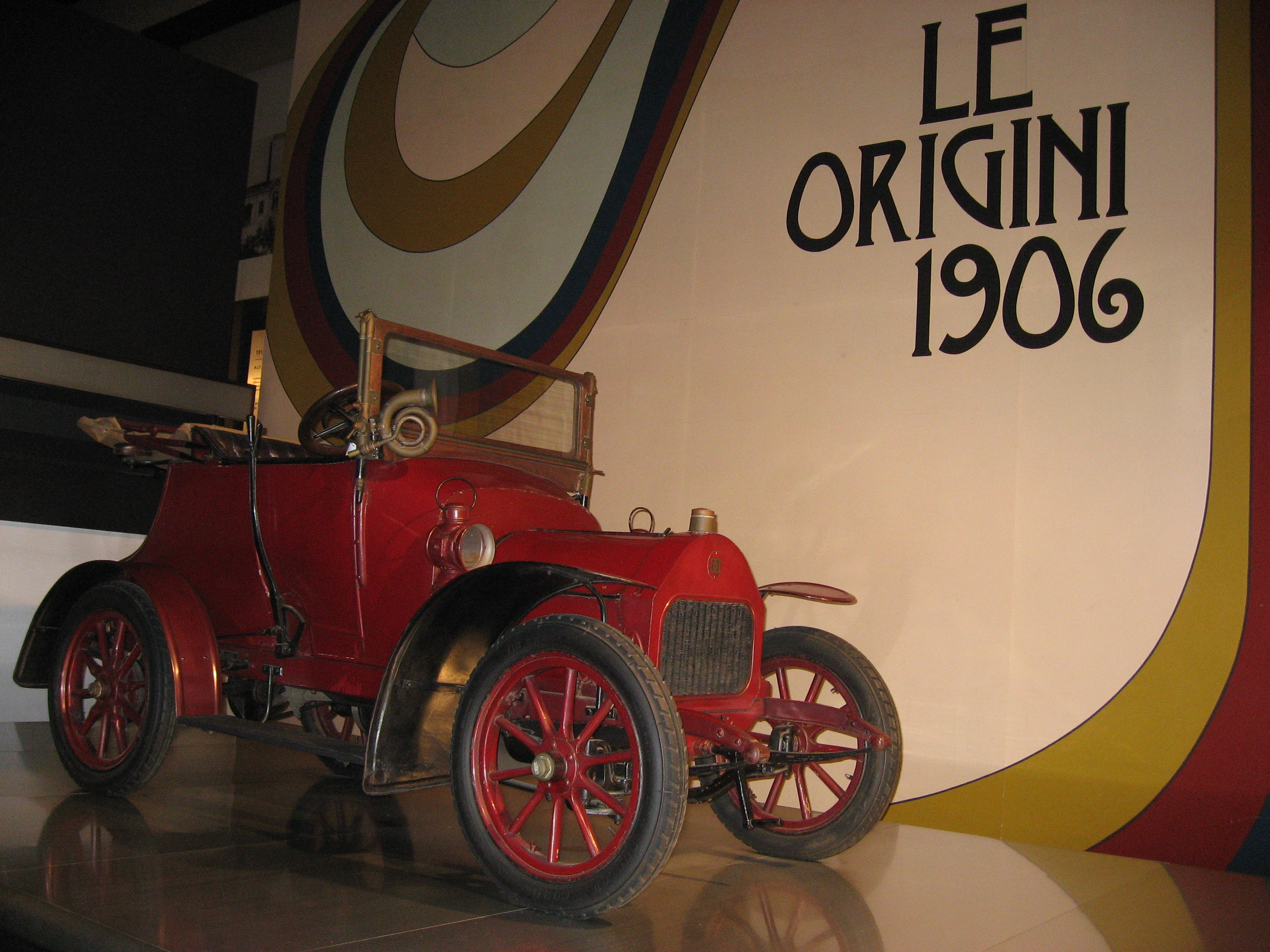
Darraq (1908)
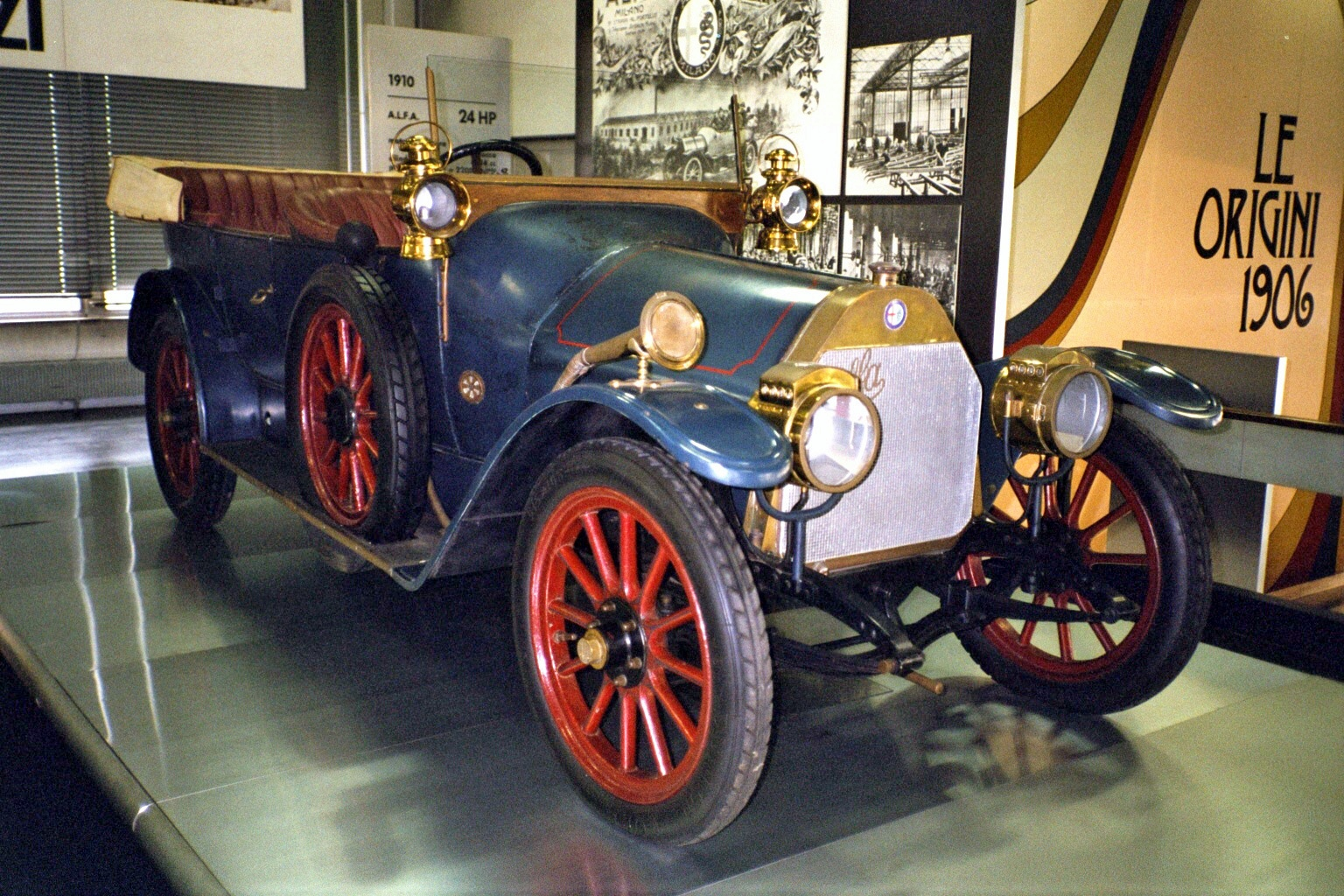
A.L.F.A 24 HP (1910)
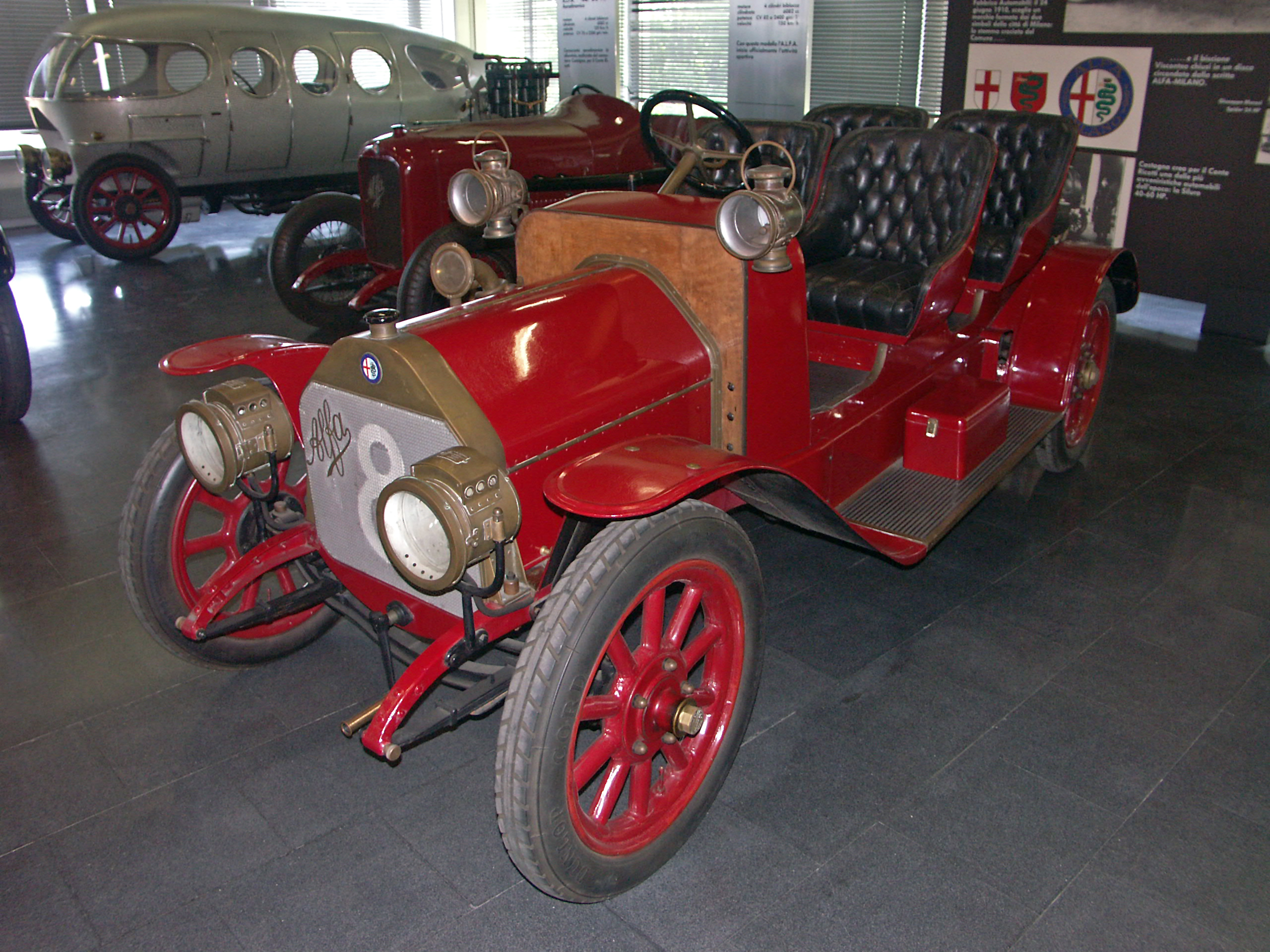
A.L.F.A 15 HP (1911)
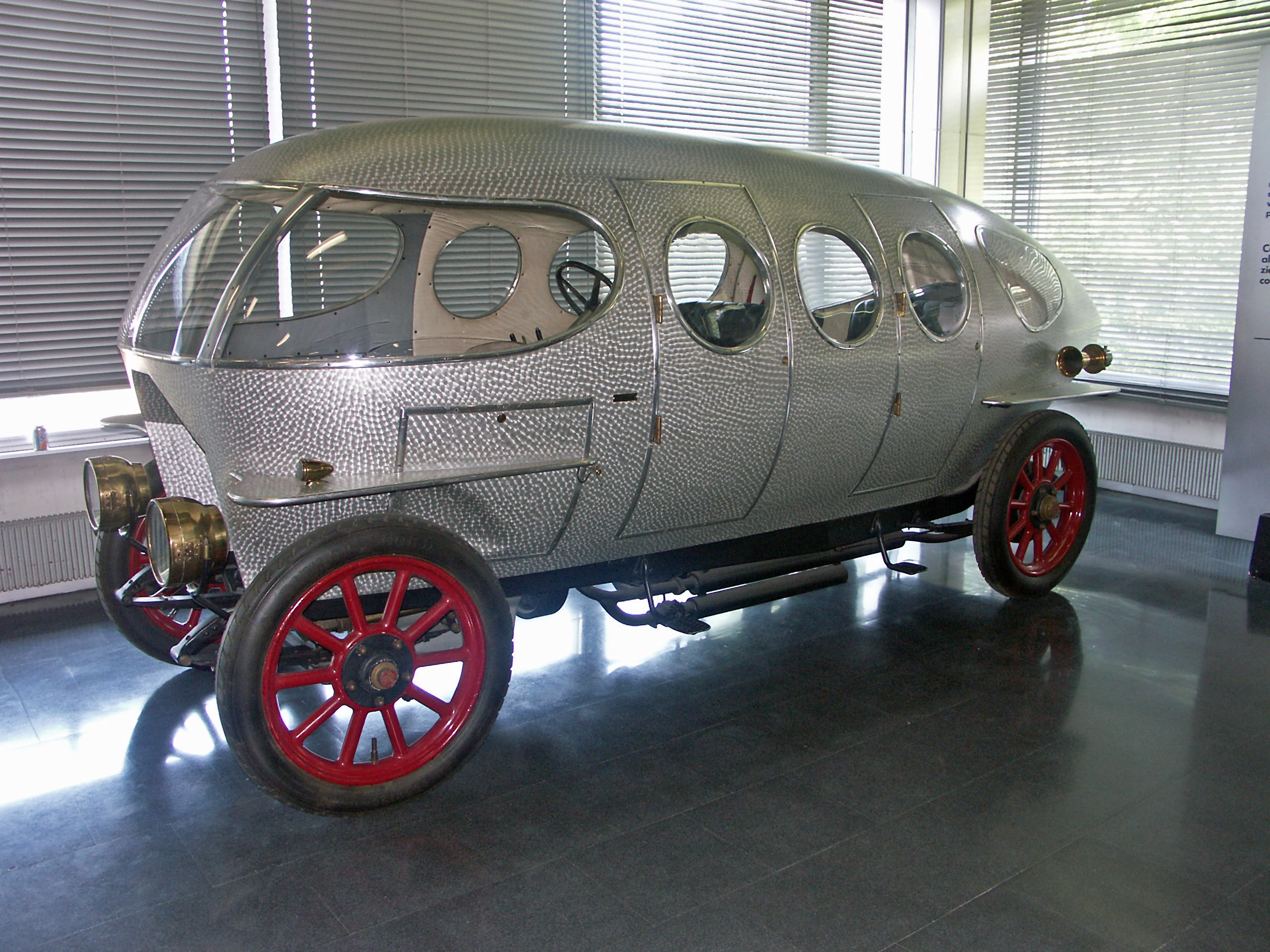
A.L.F.A 40/60 HP Aerodinamica (1911)
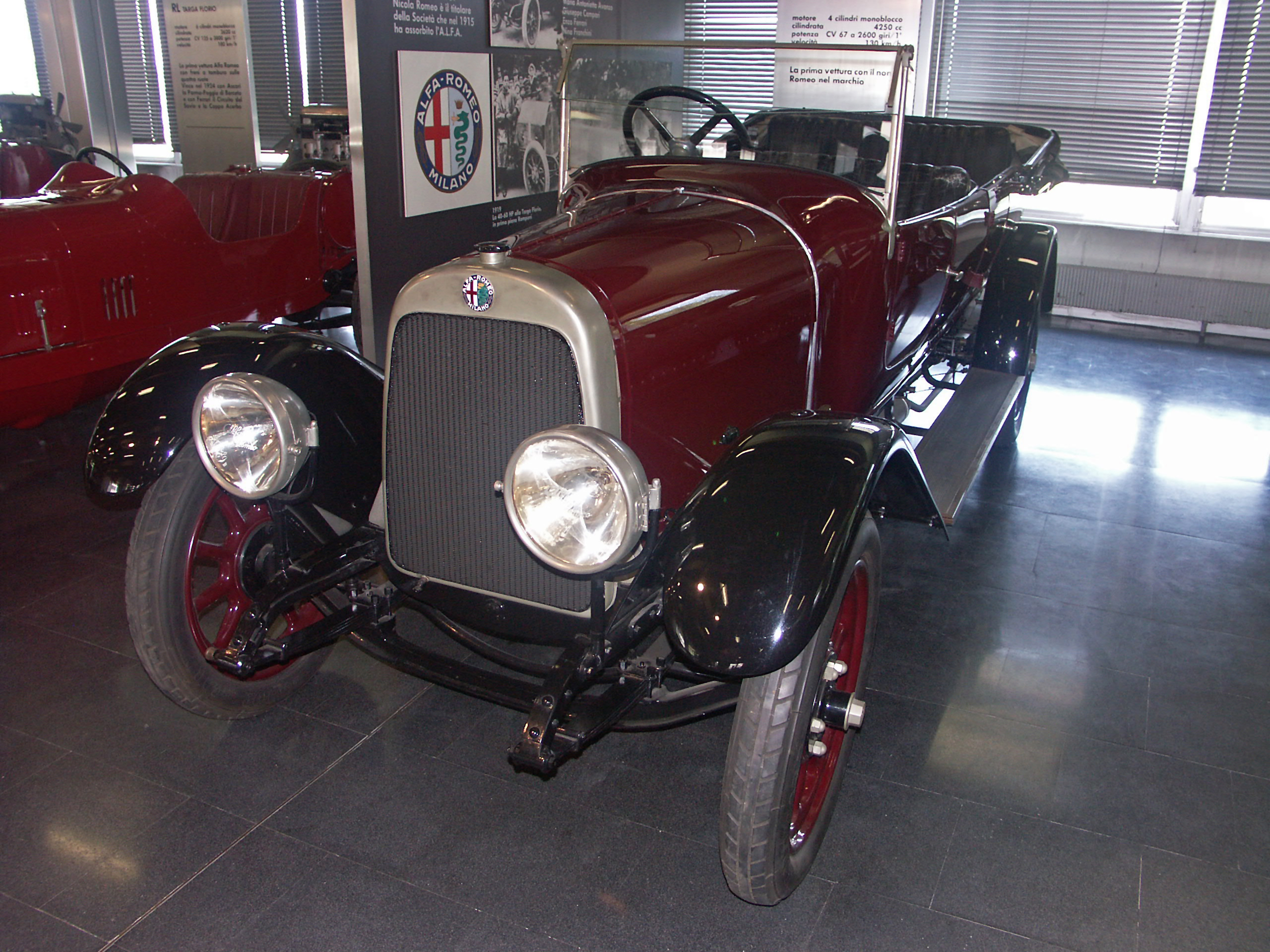
20/30 ES (1920)
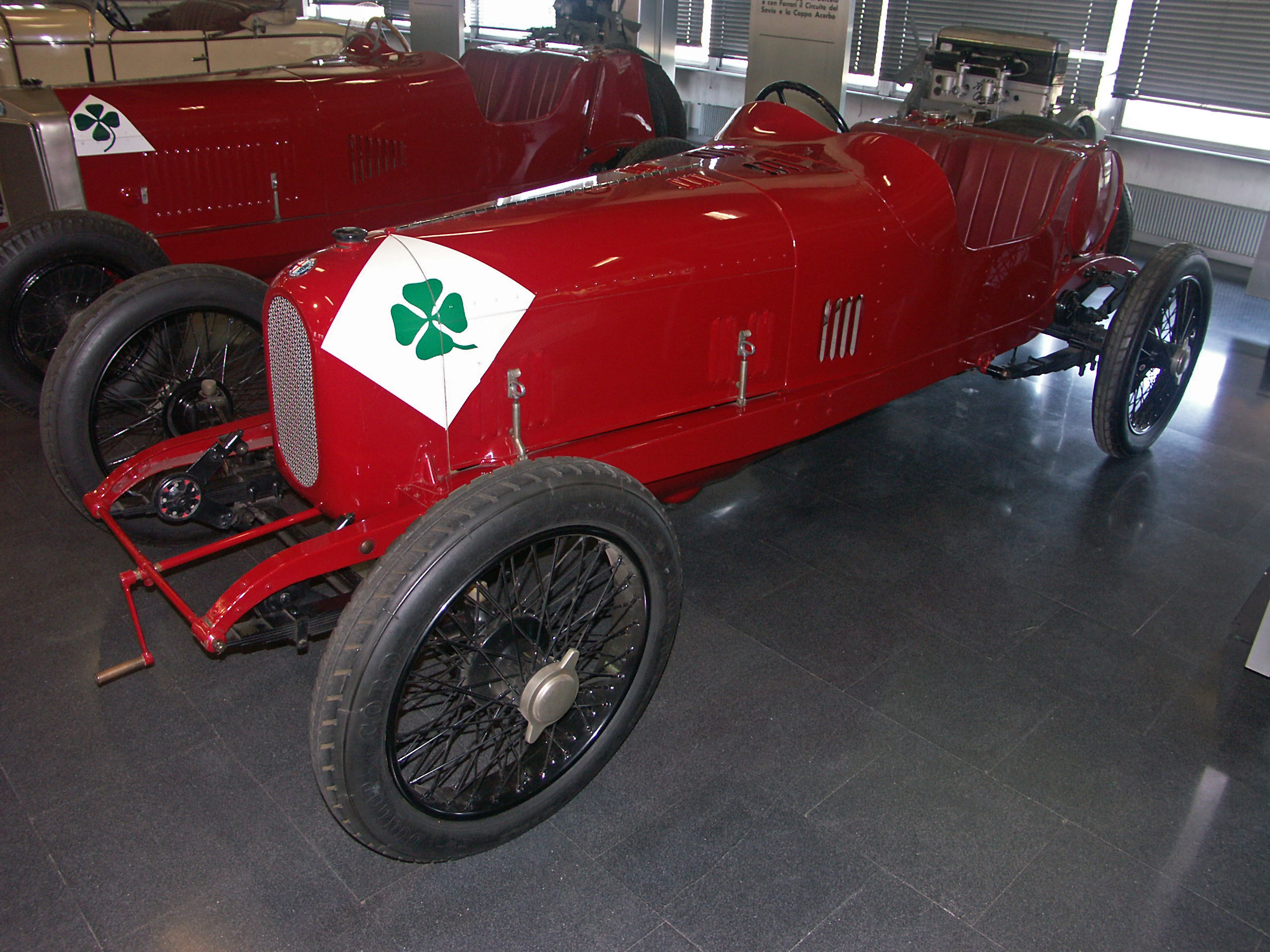
RL Targa Florio (1923)
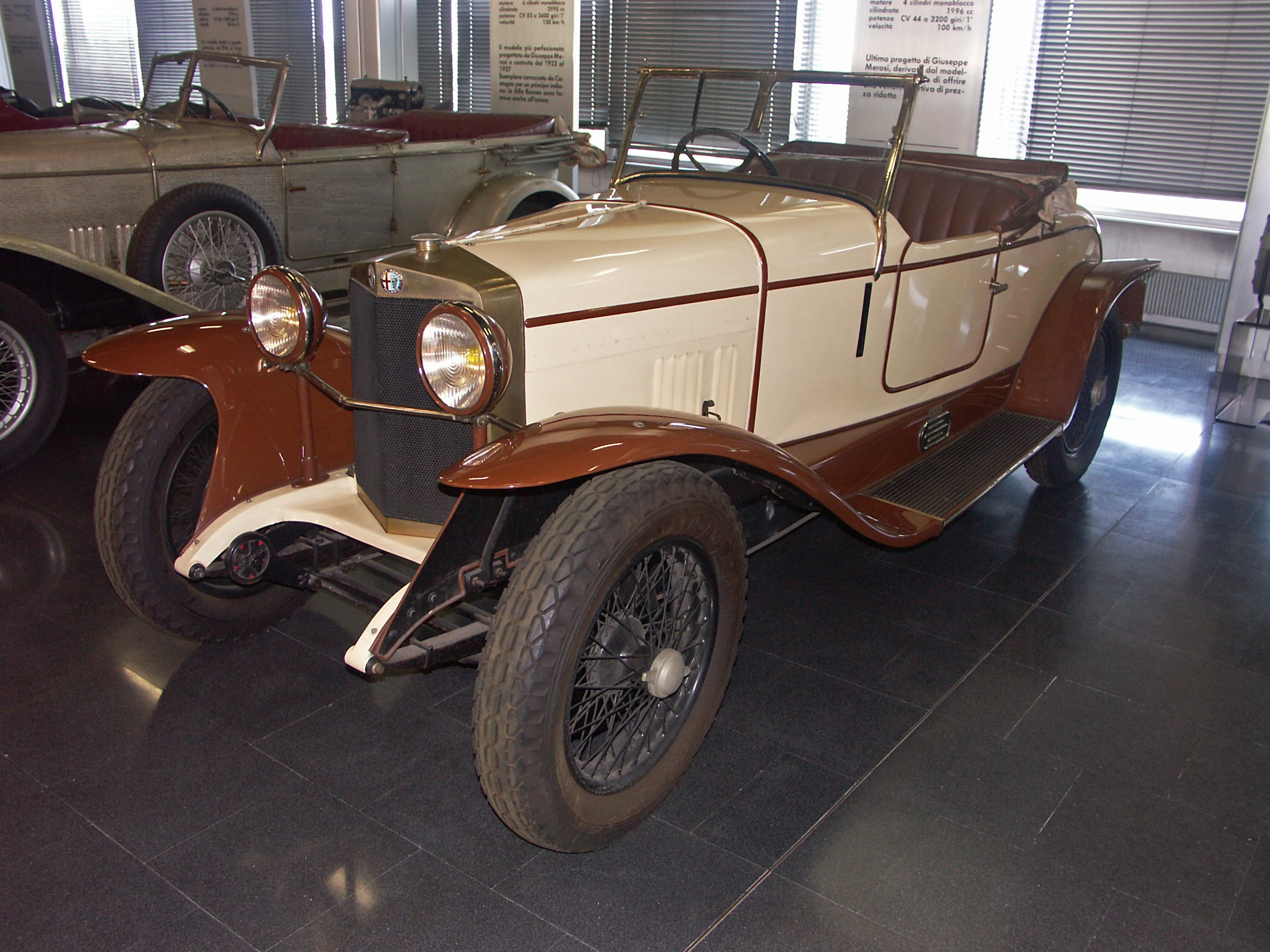
RM Sport Castagna (1924)
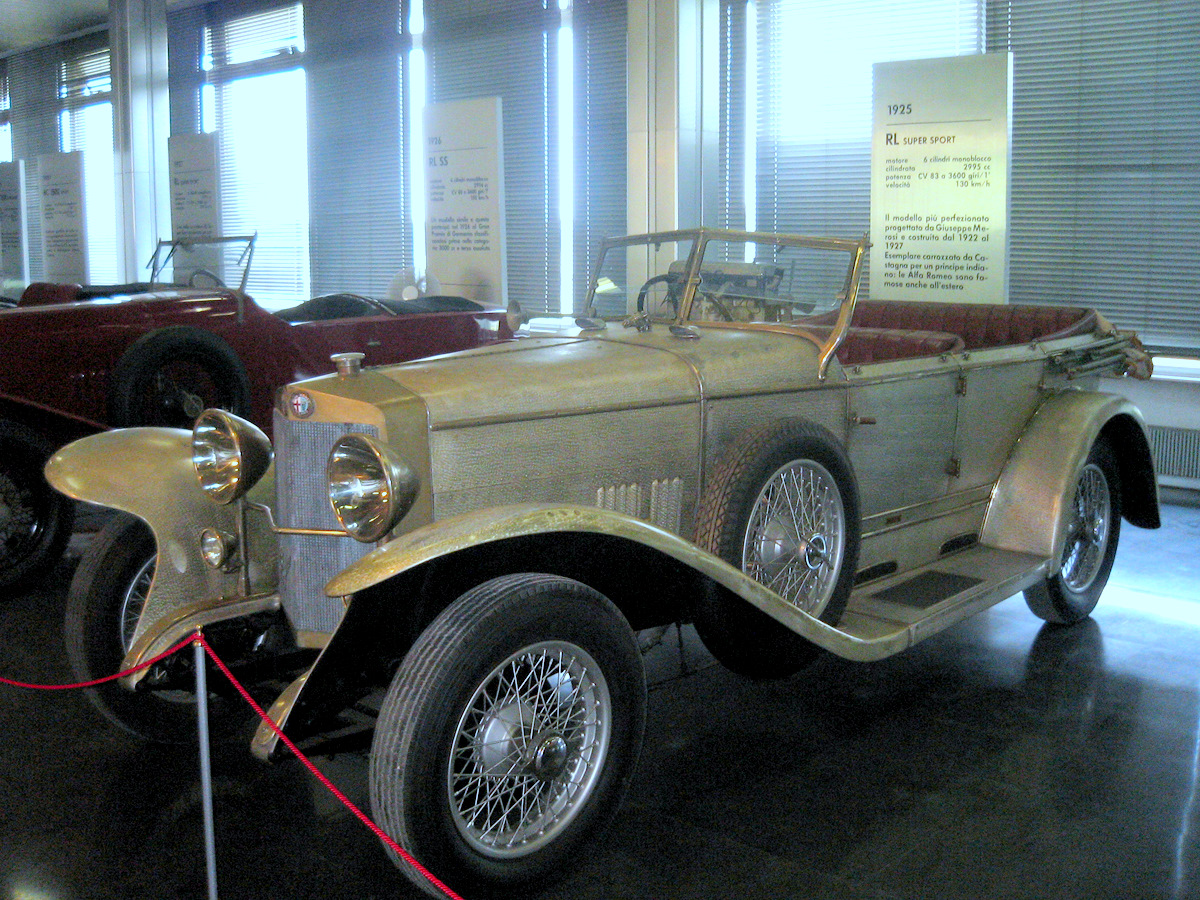
RL SS (1925)
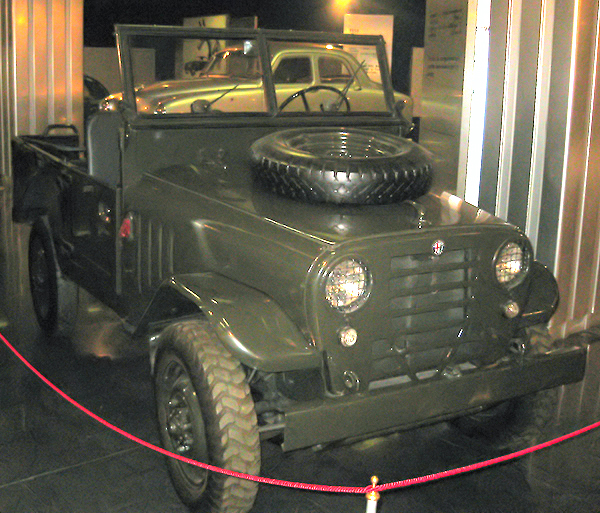
1900 M "Matta" (1951)
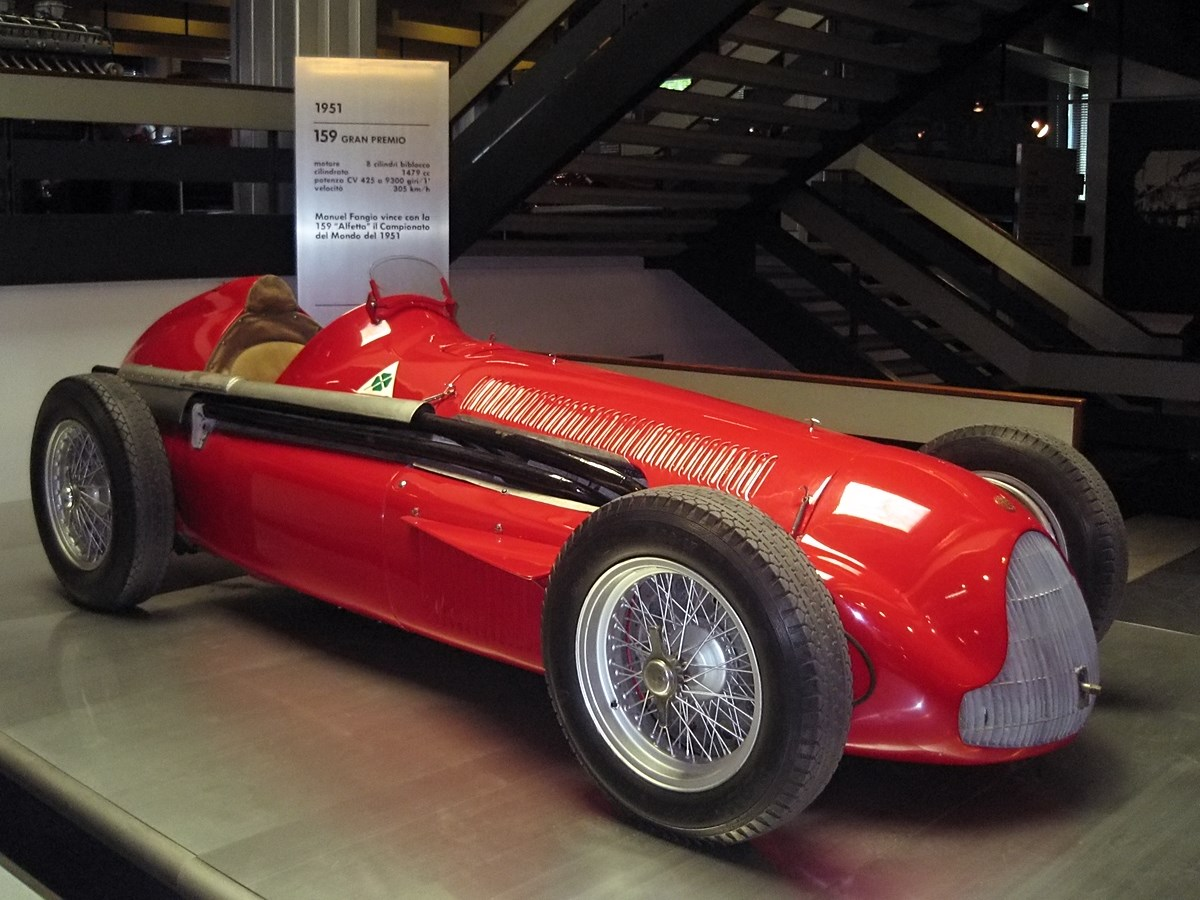
159 (1951)
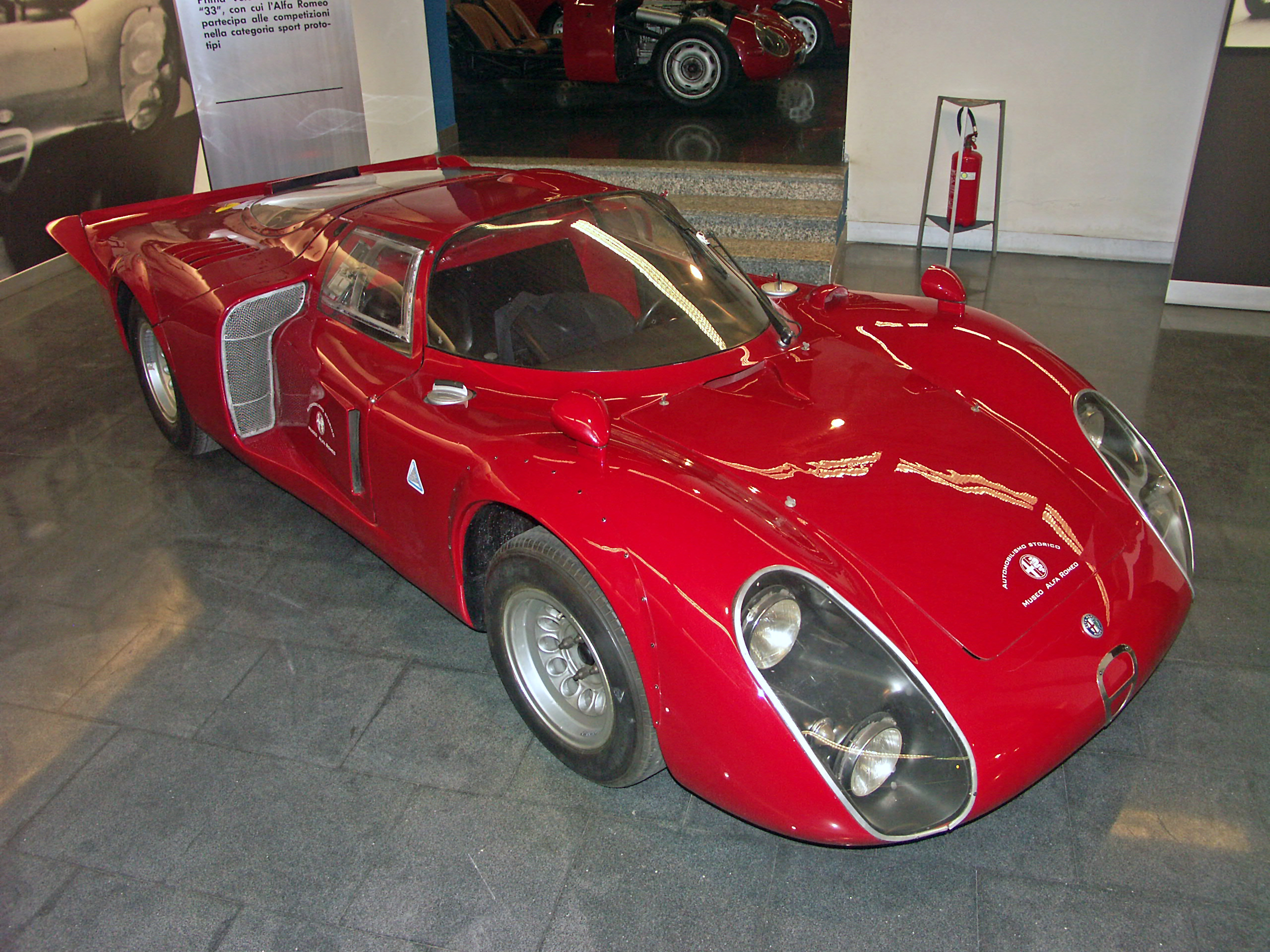
33/2 Daytona Coupé (1968)
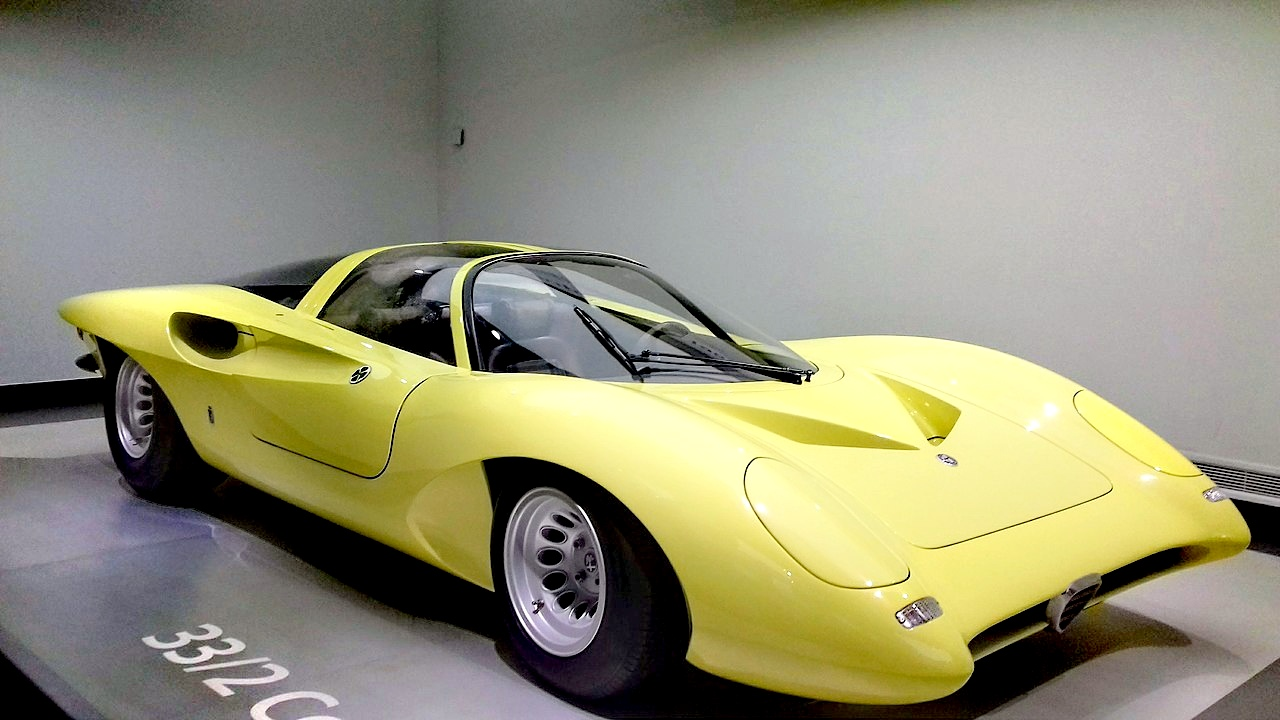
33/2 (1969)
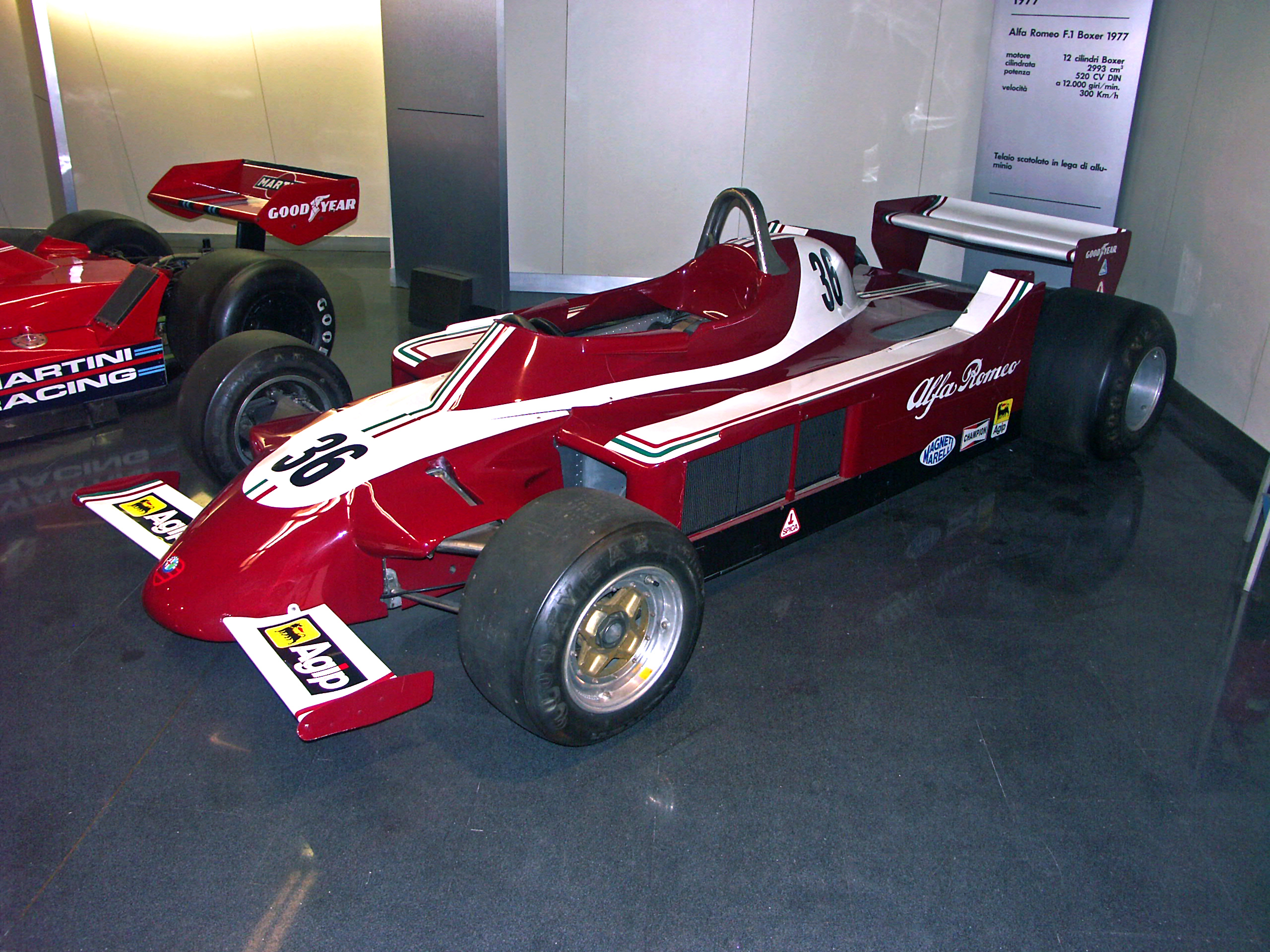
177 (1977)
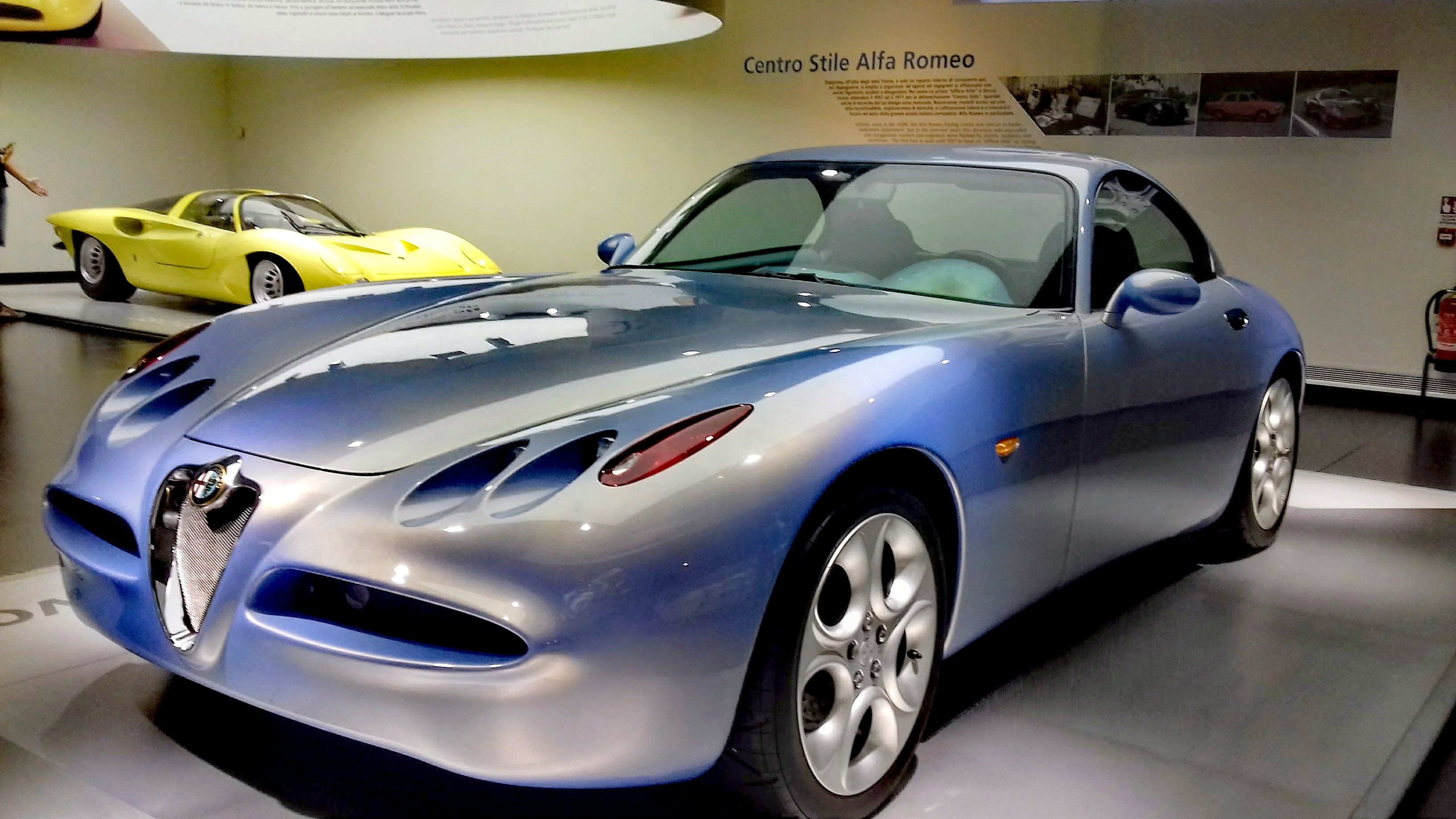
Nuvola (1996)

Aircraft section
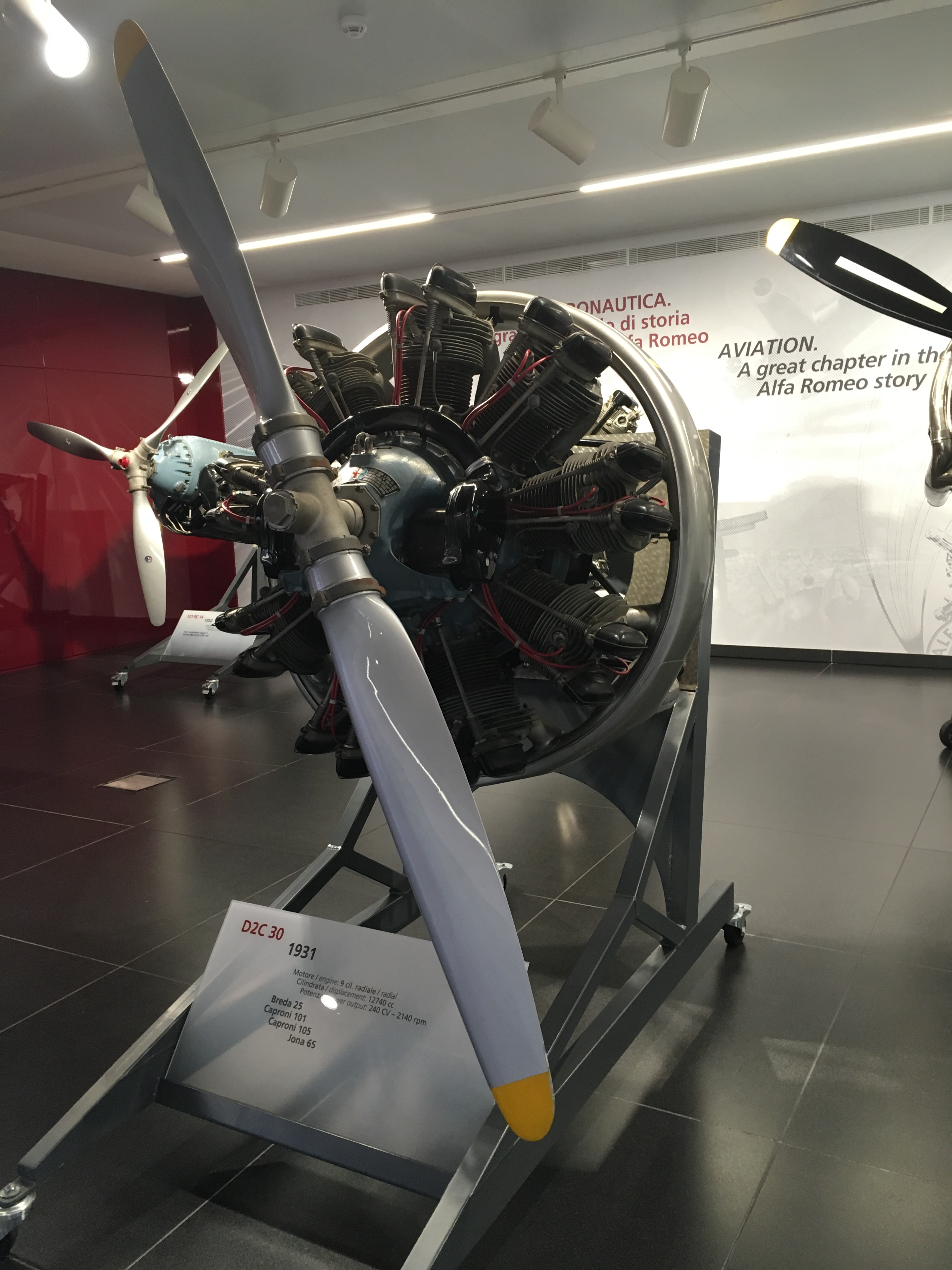
Alfa Romeo D2C supercharged derivative
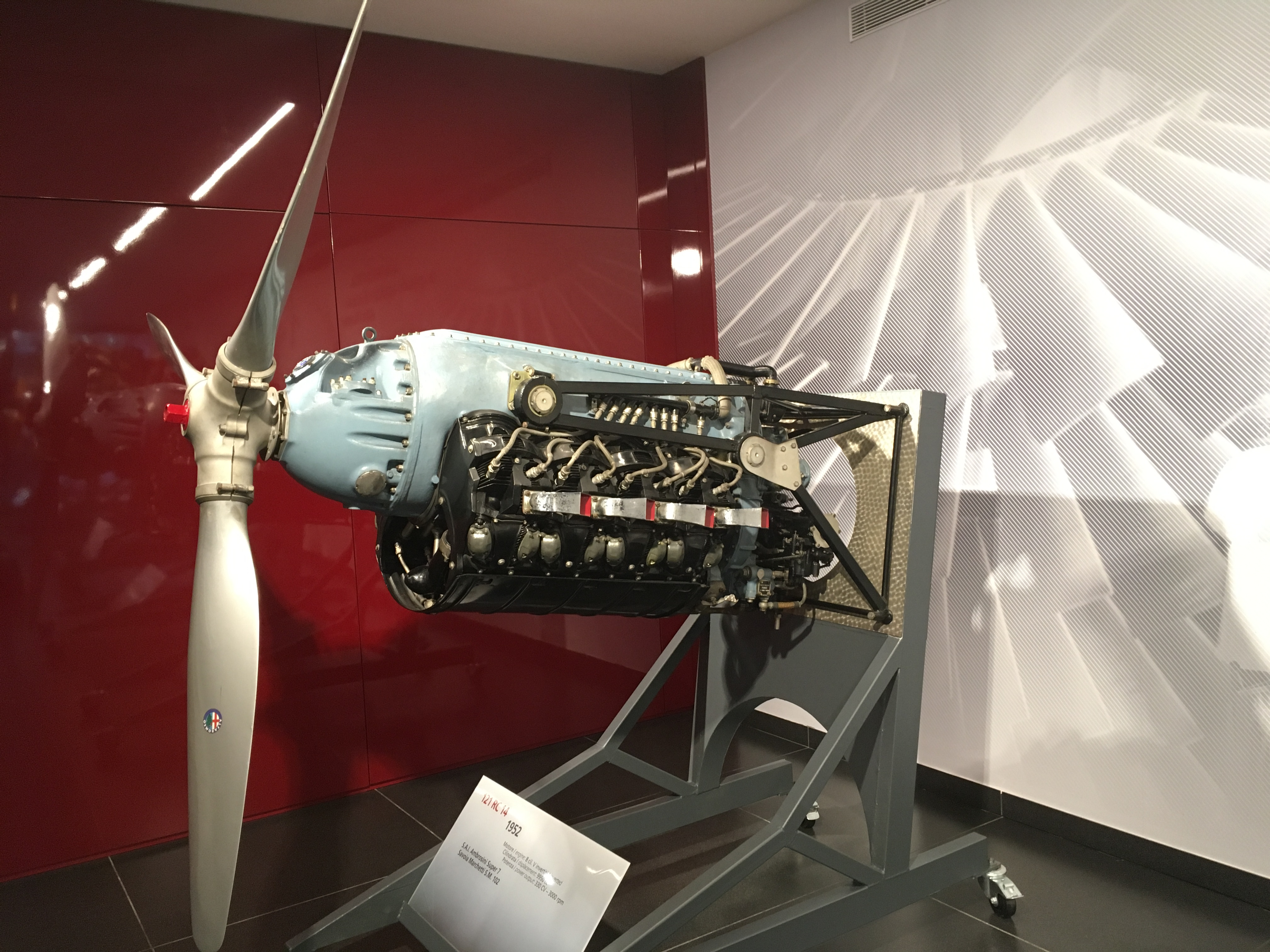
Alfa Romeo 121 RC14
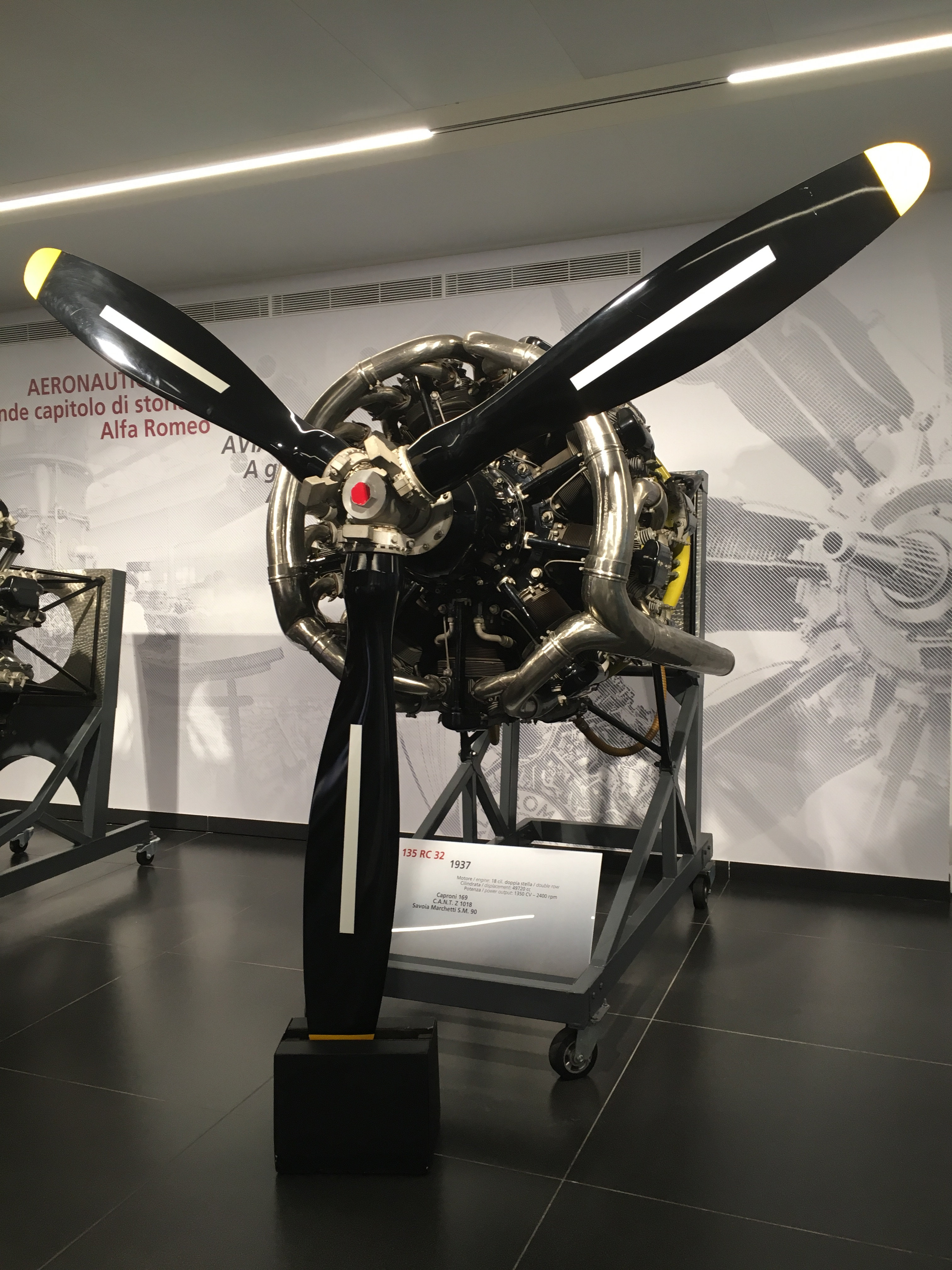
Alfa Romeo 135 RC32 1937